# Jim Pansen und die verbotene Frucht
Jim Pansen und die verbotene Frucht ist ein Musikalbum des Rappers und Schlagzeugers Jim Pansen, eigentlich Florian Sump. Es erschien am 4. April 2008 unter dem Eigenlabel Pansrock Records.

## Hintergrund
Bei dem vorab am 2. November 2007 als Maxi veröffentlichten Track Ihr könnt heulen handelte es sich um Florian Sumps Debüt-CD als Solokünstler. Eine zweite Maxisingleauskopplung erfolgte am 28. März 2008 mit Bling!. 
Der Track Furchtbar schlau ist eine Rapantwort auf den Echt-Song Nicht so furchtbar schlau vom Album Alles wird sich ändern (1998). Die Zusammenarbeiten mit Oceana (James Rein) und Kai Fischer (MPU) auf Jim Pansen und die verbotene Frucht sind weitere Bezugspunkte zu Sumps früheren Band Echt, von deren Stil sich das Album jedoch klar abgrenzt.
Zu einer Anzahl Titel wurden auch Musikvideos veröffentlicht, MPU erlangte in diesem Zusammenhang rund 250.000 Aufrufe auf YouTube.
Jim Pansen und die verbotene Frucht blieb trotz positiver Kritiken und fortgesetzten öffentlichen Auftritten die einzige Albumveröffentlichung unter dem Pseudonym Jim Pansen. Mit dem Produzenten des Albums DJ exel. Pauly und Lukas Nimscheck gründete Sump wenige Jahre später die im Bereich Kindermusik erfolgreiche Band Deine Freunde.

## Rezeption
Dani Fromm, Musikkritikerin von laut.de, besprach das Album positiv und vermutete: „[...] Jim Pansen scheint tatsächlich Spaß an dem zu haben, was er tut. Er präsentiert sich sprachlich gewandt, witzig, selbstironisch und einfallsreich - "allein schon deswegen eine Ausnahme hier im Rap". Leider, leider.“ WHUDAT-Herausgeber Mathias Winks pflichtete anlässlich der Veröffentlichung des Musikvideos zu MPU bei: „[...] Endlich mal wieder ein Deutschrap-Album, was man ohne Einschränkung a) empfehlen und b) laut im Auto hören kann. Witziges Textgut, schöne Punchlines und was ich ja besonders mag: ein ganzer Klumpen Eigenironie.“

## Titelliste
1. Ihr könnt heulen ft. Mo
2. Lautstärketest
3. Gar nicht schwer
4. Kurz vor 10
5. Bling!
6. Furchtbar schlau
7. Herr der 1000 Augenränder
8. Geiles Stück ft. Mo
9. James Rein ft. Oceana
10. Discoking
11. Und es geht…
12. MPU
13. Koffer packen
14. Simsalabim ft. Trojaner & Dansen
15. Saufen
16. Lieber Zuhörer